# Comuna Coșcodeni, Sîngerei
Comuna Coșcodeni este o comună din raionul Sîngerei, Republica Moldova. Este formată din satele Coșcodeni (sat-reședință), Bobletici și Flămînzeni.

## Geografie
Comuna Coșcodeni are o suprafață totală de 51,91 km², fiind cuprinsă într-un perimetru de 37,84 km.

## Demografie
Conform datelor recensământului din 2014, comuna are o populație de 2.573 de locuitori. La recensământul din 2004 erau 2.931 de locuitori.

## Administrație și politică
Componența Consiliului local Coșcodeni (11 consilieri), ales la 5 noiembrie 2023, este următoarea:
|  | Partid                                      | Consilieri | Componență | Componență | Componență | Componență |
|  | ------------------------------------------- | ---------- | ---------- | ---------- | ---------- | ---------- |
|  | Partidul Comuniștilor din Republica Moldova | 4          |            |            |            |            |
|  | Partidul Liberal Democrat din Moldova       | 3          |            |            |            |            |
|  | Partidul Acțiune și Solidaritate            | 3          |            |            |            |            |
|  | Coaliția pentru Unitate și Bunăstare        | 1          |            |            |            |            |